# Cupaniopsis anacardioides
Cupaniopsis anacardioides, conocido como Tuckeroo es un árbol del bosque lluvioso del este y norte de Australia. Su hábitat usual es el bosque de litoral o cerca de los estuarios. El rango de su distribución natural es desde Seven Mile Beach, Nueva Gales del Sur (34° S) hasta Queensland, en el norte de Australia y Nueva Guinea.
C. anacardioides, es una planta invasora en algunas partes de Estados Unidos, principalmente en Florida y Hawái.

## Descripción
Es un pequeño árbol con follaje atractivo, de hasta 10 metros de alto y un diámetro en el tronco de hasta 50 cm. La corteza es lisa gris o café con líneas horizontales levantadas. La base de los árboles está usualmente rebordeada.
Las hojas son pinnadas y alternadas con seis a diez foliolos. Estas no están dentadas, tienen forma de huevo a elíptica oblonga, de 7 a 10 cm de largo. La punta está con recortada o redondeada. Las venas son evidentes por ambos lados, pero están más levantadas en el envés.
Flores blancas vellosas se forman en panículas de mayo a julio. El fruto es una cápsula de naranja a amarilla con tres lóbulos. Una semilla brillosa café se encuentra adentro de cada lóbulo. Las semillas están cubiertas por un arilo naranja brilloso. El fruto madura de octubre a diciembre, atrayendo a muchas aves incluyendo ave del higo de Australasia, oriol lomo de oliva y Currawong moteado.
La germinación de la semilla ocurre sin ninguna dificultad; particularmente si la semilla es removida del arilo, y es sumergida en agua por unos pocos días.

## Usos
Es una planta atractiva como ornamental o como árbol de calle, particularmente en zonas costeras.

## Taxonomía
Cupaniopsis anacardioides fue descrita por A.Rich. Radlk. y publicado en Sitzungsber. Math.-Phys. Cl. Königl. Bayer. Akad. Wiss. München ix. (1879) 585, en el año 1879.
Sinonimia
- Cupania anacardioides A.Rich.
- Cupania anacardioides var. parvifolia F.M.Bailey
- Cupaniopsis anacardioides var. parvifolia (F.M.Bailey) Domin
- Cupaniopsis anacardioides f. parvifolia (F.M.Bailey) Radlk.
- Cupaniopsis parvifolia (F.M.Bailey) L.A.S.Johnson[3]